# قلعه ایر
قلعه ایر (انگلیسی: Ayr Castle) قلعه‌ای در ایر اسکاتلند بود که زمانی اقامتگاه سلطنتی محسوب می‌شد. از این قلعه امروزه اثری نمانده‌است.
این قلعه را ویلیام شیر اسکاتلند در ۱۱۹۷ میلادی ساخت. در ۱۲۶۳ هاکون چهارم نروژ آن را تصرف کرد. در اوت ۱۲۹۸ قلعه به تصرف انگلیسی‌ها درآمد و رابرت یکم (اسکاتلند) آن را به آتش کشید. در ۱۵۴۲ سربازان فرانسوی در آن استقرار یافتند. به‌نظر می‌رسد قلعه ایر پیش از تصرف اسکاتلند توسط کرامول در حدود ۱۶۵۰–۱۶۵۱ از بین رفته باشد.